# Leptea albotaeniata
Leptea albotaeniata är en insektsart som först beskrevs av Werner 1908.  Leptea albotaeniata ingår i släktet Leptea och familjen Pyrgomorphidae. Inga underarter finns listade i Catalogue of Life.